# Hofpause
Hofpause ist ein Kurzdokumentarfilm von Andreas Dresen von 1986.

## Inhalt
Ein Schulhof füllt sich langsam mit Kindern zu einer Hofpause. Sie unterhalten sich, laufen herum, streiten und prügeln sich oder lernen.

## Hintergründe
Hofpause war die erste studentische Übung von Andreas Dresen an der Filmhochschule Babelsberg. Diese Kurzdokumentarfilme sollten die Blicke der Studenten für die Details im Alltag schärfen, auch wenn sie eigentlich Spielfilmregisseure werden wollten. Die Aufnahmen wurden in einer Schule im Neubauviertel Schlaatz in Potsdam gedreht. Der Film ist ohne Tonaufnahmen.
Der Film wurde 2009 beim Internationalen Studentenfilmfestival Sehsüchte in Babelsberg erstmals öffentlich gezeigt, danach 2023 im Filmmuseum Potsdam und 2024 im Berliner Kino Arsenal. Die Filmhistorikerin Ilka Brombach bezeichnete ihn als den wichtigsten Studentenfilm in Babelsberg zum Thema Kinder und Jugendliche in den Jahren 1984 bis 1994.